# Emma Scott
Emma Scott ist eine US-amerikanische Schriftstellerin für zeitgenössische Liebesromane.

## Leben und Karriere
Emma Scott wurde in San Diego geboren und lebte zwischenzeitlich in Los Angeles. Momentan lebt sie mit ihrem Mann und ihrer Tochter in der Gegend um San Francisco. Ihre Bücher wurden bereits in sieben Sprachen übersetzt. Elf Bücher wurden ins Deutsche übersetzt und beim LYX Verlag veröffentlicht.
Unter dem Namen E.S. Bell veröffentlichte sie im Jahr 2017 den Fantasy-Roman The Dark of the Moon.

## Werke
- Love Beyond Worlds. CreateSpace Independent Publishing Platform, 17. November 2014, ISBN 978-1-5027-7121-6
- Unbreakable. CreateSpace Independent Publishing Platform, 24. Februar 2015, ISBN 978-1-5086-1912-3
- Rush. CreateSpace Independent Publishing Platform, 30. Juni 2015, ISBN 978-2-37676-248-5
  - dt.: The Light In Us. Übersetzt von Inka Marter. LYX, 30. August 2019, ISBN 978-3-7363-1044-5
- Endless Possibility: a RUSH novella. CreateSpace Independent Publishing Platform, 7. Oktober 2015, ISBN 978-1-5177-2660-7
  - dt.: You are my Light. Übersetzt von Stephanie Pannen. LYX.digital, 1. September 2019, ISBN 978-3-7363-1175-6
- How to Save a Life. CreateSpace Independent Publishing Platform, 5. Februar 2016, ISBN 978-1-5239-0645-1
  - dt.: A Whisper Around Your Name. Übersetzt von Inka Marter. LYX, 28. Juli 2023, ISBN 978-3-7363-1978-3
- Full Tilt. CreateSpace Independent Publishing Platform, 16. Juni 2016, ISBN 978-1-5347-3900-0
  - dt.: All In – Tausend Augenblicke. Übersetzt von Inka Marter. LYX, 26. Oktober 2018, ISBN 978-3-7363-0819-0
- All In. CreateSpace Independent Publishing Platform, 7. Oktober 2016, ISBN 978-1-5394-0845-1
  - dt.: All In – Zwei Versprechen. Übersetzt von Inka Marter. LYX, 31. Januar 2019, ISBN 978-3-7363-0835-0
- The Butterfly Project. CreateSpace Independent Publishing Platform, 20. Februar 2017, ISBN 978-1-5432-5564-5
  - dt.: Be My Tomorrow. Übersetzt von Stephanie Pannen. LYX, 28. Mai 2021, ISBN 978-3-7363-1532-7
- Sugar & Gold. CreateSpace Independent Publishing Platform, 30. Mai 2017, ISBN 978-1-5470-4863-2
  - dt.: The Peace That Is You. Übersetzt von Inka Marter. LYX, 22. Dezember 2023, ISBN 978-3-7363-2020-8
- Forever Right Now. CreateSpace Independent Publishing Platform, 26. September 2017, ISBN 978-1-977718-43-3
  - dt.: Forever Right Now. Übersetzt von Inka Marter. LYX, 30. September 2021, ISBN 978-3-7363-1533-4
- In Harmony. CreateSpace Independent Publishing Platform, 13. Februar 2018, ISBN 978-1-985641-11-2
  - dt.: Never Doubt. Übersetzt von Inka Marter. LYX, 28. Juli 2020, ISBN 978-3-7363-1280-7
- Bring Down The Stars. CreateSpace Independent Publishing Platform, 15. August 2018, ISBN 978-1-72572-663-5
  - dt.: Bring Down The Stars. Übersetzt von Inka Marter. LYX, 27. November 2019, ISBN 978-3-7363-1128-2
- Long Live the Beautiful Hearts. CreateSpace Independent Publishing Platform, 14. Oktober 2018, ISBN 978-1-72880-115-5
  - dt.: Light Up The Sky. Übersetzt von Inka Marter. LYX, 31. Januar 2020, ISBN 978-3-7363-1165-7
- A Five-Minute Life. CreateSpace Independent Publishing Platform, 14. Mai 2019, ISBN 978-1-09-862076-9
  - dt.: Between Your Words. Übersetzt von Inka Marter. LYX, 29. Januar 2021, ISBN 978-3-7363-1428-3
- Someday, Someday. CreateSpace Independent Publishing Platform, 20. November 2019, ISBN 978-1-70919-013-1
  - dt.: Someday, Someday. Übersetzt von Inka Marter. LYX, 28. Januar 2022, ISBN 978-3-7363-1586-0
- The Girl in the Love Song. CreateSpace Independent Publishing Platform, 1. Juni 2020, ISBN 979-8-6504-1512-1
  - dt.: The Girl in the Love Song. Übersetzt von Inka Marter. LYX, 26. August 2022, ISBN 978-3-7363-1764-2
- When You Come Back to Me. CreateSpace Independent Publishing Platform, 23. September 2020, ISBN 979-8-6892-5140-0
  - dt.: When You Come Back to Me. Übersetzt von Inka Marter. LYX, 23. Dezember 2022, ISBN 978-3-7363-1810-6
- The Last Piece of His Heart. CreateSpace Independent Publishing Platform, 28. Februar 2021, ISBN 979-8-7148-7447-5
  - dt.: The Last Piece of His Heart. Übersetzt von Inka Marter. LYX, 28. April 2023, ISBN 978-3-7363-1798-7
- The Sinner. CreateSpace Independent Publishing Platform, 8. Juni 2021, ISBN 979-8-4520-3038-6
- Between Hello & Goodbye. CreateSpace Independent Publishing Platform, 11. Juni 2022, ISBN 979-8-83564929-7
- The Muse. CreateSpace Independent Publishing Platform, 3. Januar 2023, ISBN 979-8-37231847-2